# Station Goleszów
Station Goleszów is een spoorwegstation in de Poolse plaats Goleszów.